# القابل (الفجرة)

تعديل مصدري - تعديل

القابل محلة تابعة لقرية ذودان، التابعة لعزلة الفجرة بمديرية النادرة إحدى مديريات محافظة إب في الجمهورية اليمنية، بلغ تعداد سكانها 135 حسب تعداد اليمن لعام 2004.